# Friedrich Wilhelm Zachow
Friedrich Wilhelm Zachow ou Zachau (baptisé à Leipzig le 14 novembre 1663 - mort à Halle le 14 août 1712) est un musicien allemand de l'époque baroque. Il doit aujourd'hui l'essentiel de sa renommée au fait d'avoir été le professeur principal, sinon unique, de Georg Friedrich Haendel enfant et adolescent.

## Biographie
Formé à Leipzig par son père Heinrich, Zachow est un enfant-prodige de la musique. Dès l'âge de dix ans, il jouait déjà de la viole, du hautbois, de l'orgue et du clavecin. À compter de 1684 il devint organiste de l'église Notre-Dame (Liebfrauenkirche) de Halle, poste qu'il occupe pendant toute sa carrière. Il eut pour élève Georg Friedrich Haendel, de 1694 à 1702, qu'il initie à la science du contrepoint, à la musique d'église telle qu'on la pratique en Allemagne du Nord et lui fait connaître la musique italienne, en particulier celle d'Arcangelo Corelli,.

## Œuvres
Ses compositions sont d'un style qui évoque Samuel Scheidt et Johann Pachelbel.
On connaît de lui une courte suite pour clavecin, une cinquantaine de pièces pour l'orgue (préludes, fugues, chorals et autres), une messe et 33 cantates religieuses. 